# Aanhoudings- en Ondersteuningsteam
Aanhoudings- en Ondersteuningsteams, afgekort AOT, zijn gespecialiseerde eenheden van de Politie in Nederland of de Marechaussee. Een dergelijk team wordt, naar zijn meest zichtbare functie, in de wandelgangen meestal arrestatieteam (AT) genoemd. Tot de taken van een AOT horen het ingrijpen in levensbedreigende of tactisch moeilijke situaties, zoals een gijzeling, aanhouding van een vuurwapengevaarlijke verdachte, optreden in een gijzeling of ondersteuning daarbij bieden, aanhouding van met zelfdoding dreigende personen en werkzaamheden op hoogte. Ook de bescherming van politie/AIVD-infiltranten en rechtszaken met hoge veiligheidsrisico's en rechercheondersteunende werkzaamheden kunnen tot de taken behoren.
Sinds 2014 vallen de Aanhoudings- en Ondersteuningsteams onder de overkoepelende organisatie van de Dienst Speciale Interventies.

## Samenstelling
Een arrestatieteam bestaat bij de politie tot 2006 vrijwel volledig uit ervaren agenten. Via een eenjarige, versnelde politieopleiding in Den Haag stromen ook oud-defensiemedewerkers van de Brigade Speciale Beveiligingsopdrachten, commando's en mensen uit het Korps Mariniers in. Deze kunnen, nadat is gebleken dat ze aan alle eisen voldoen (fysiek/motorisch, mentaal, medisch, 4-daagse fysiek/ mentale intest, eindgesprek), de AOT-opleiding volgen. Na afsluiting daarvan volgt plaatsing in een AOT. Na twee jaar werken in een team volgt de zijinstromer een aantal modules om de gehele politieopleiding af te ronden. Dit is nodig om na de periode bij de arrestatie-eenheid door te kunnen stromen naar een andere functie binnen de politie.
Het aantal sollicitanten dat zich meldt voor een plaats in een AOT is beperkt. Verantwoordelijk hiervoor is het imago van het AOT-werk, de teams en de zwaarte van selectie en opleiding. Sinds 2013 houdt ieder AOT enkele voorlichtingsbijeenkomsten per jaar en biedt voorbereiding op de officiële selectie zodat geïnteresseerden en kandidaten beter weten waar ze aan beginnen. De uitval op de selectiedagen kan zo worden beperkt.
De opleiding voor het werk in een arrestatieteam duurt 17 weken, bestaande uit een 16-weekse opleiding op de Politieacademie in Ossendrecht en een 1-weekse specialistische rijopleiding. AOT'ers zijn in het algemeen achter in de twintig tot eind dertig. Men kan na een aantal jaren bij gebleken geschiktheid worden bevorderd tot leidinggevende (sectiecommandant of teamchef). De leden worden jaarlijks uitgebreid gekeurd, aangezien de fysieke en mentale belasting hoog is. Een werkdag van 12 tot 16 uur is eerder regel dan uitzondering, met soms uitschieters naar 18 uur per dag.
Er wordt, voorafgaand aan de indienstneming van een nieuw personeelslid, achtergrondenonderzoek uitgevoerd door de AIVD. Hierbij wordt de leefomgeving, het verleden en de financiële situatie van de aspirant uitgebreid onderzocht. Dit zogenaamde P-onderzoek bestaat uit een administratief gedeelte en een rechercheonderzoek. Bovendien is er een gesprek met de betrokkene.

## Opleiding
Het arrestatieteam is specialist in het handelen in levensgevaarlijke en tactisch moeilijke situaties. Hiervoor zal er constant moeten worden getraind op zowel fysiek als mentaal gebied, door individu als in teamvorm. Dit betekent in de basis dat iedere AOT'er zichzelf in uitstekende fysieke conditie moet houden, zijn uitrusting en geweld stukken te allen tijde volledig onder controle moet hebben en deze optimaal moet kunnen gebruiken, zichzelf in iedere procedure thuis moet voelen en goed moet ingespeeld zijn op zijn team maar ook als individu moet kunnen doordenken en in een andere team moet kunnen functioneren indien nodig. De specifieke kennis en de mentaliteit wordt bijgebracht in de 20 weken durende opleiding tot medewerker Arrestatieteam, gegeven aan de Politieacademie te Ossendrecht. Deze opleiding begint met een algemeen deel, hierin worden de cursisten nadrukkelijk fysiek op de proef gesteld. In dit deel wordt de cursist fysiek aan diverse opdrachten onderworpen om te kijken hoe deze fysiek zal doorzetten en incasseren. Ook heeft het fysiek nadruk leggen op de cursist als doel het creëren van een fysiek sterker individu met een uitstekende conditie. De fysieke opdrachten die de cursisten krijgen zijn onder andere veel boksen, hardlopen en zwemmen.
Tussen de fysieke "prikkels" door zal de cursist ook veel schiettrainingen en schietopdrachten uitvoeren en speciale trainingen krijgen in het opereren in verschillende specialistische situaties. Na het eerste opleidingsdeel volgt het onderdeel Aanhouden en Interventie. In dit onderdeel wordt er geprobeerd de cursist een specialist te maken in het uitvoeren van acties in iedere gevaarlijke of tactisch moeilijke situatie die zich in het takenpakket van het Arrestatieteam bevinden. Hierbij zal de cursist zich moeten opwerken naar een ware specialist. De trainingen die zullen worden gevolgd, zijn intensief voor zowel het fysiek als mentale aspect. Trainingen bestaan onder andere uit: abseilen, klimmen, schieten, specialistisch autorijden, aanhouden verdachten in bijzondere situaties, in actie komen tijdens gijzeling alsook ondersteunen tijdens gijzeling, beveiligen objecten, werkzaamheden op hoogte.
Bijzonder veel aandacht wordt besteed aan het leren van alle procedures op bovenstaande en andere nog voor kunnen komende procedures. De opleiding is dan ook zeer intensief en kent een behoorlijk uitvalpercentage. De opleiding sluit af met een zeer streng examen met bijzonder hoge eisen.

## Geschiedenis
In de jaren zeventig nam het geweld een dusdanig ernstig karakter aan, dat er werd besloten om een bijzonder team op te richten dat speciaal was getraind in het aanhouden van vuurwapengevaarlijke verdachten. Eerst gebruikte de politie de Brigade Speciale Beveiligingsopdrachten (BSB) van de Marechaussee of de Bijzondere Bijstandseenheden (BBE) van het Korps Mariniers voor deze klussen. Het Korps Rijkspolitie richtte in de jaren zeventig als proef een arrestatieteam op, dat werd ondergebracht in het district Midden 1 (Provincie Utrecht). Dit werd gedaan in overleg met de minister van Justitie waaronder de Rijkspolitie destijds viel. Het parlement werd niet op de hoogte gebracht. Naar aanleiding van een schietincident in Breukelen eind jaren zeventig, toen hiervoor de minister van Binnenlandse Zaken tekst en uitleg moest geven, 'ontdekte' men dat er een speciaal politieteam (arrestatieteam) was samengesteld. In de jaren tachtig kreeg elk arrondissement van de Rijkspolitie een arrestatieteam, terwijl de grote gemeentekorpsen ook arrestatieteams samenstelden. Nadat in 1996 de politie werd gereorganiseerd, kwamen de arrestatieteams terecht bij de grote korpsen van de Regiopolitie.

## Structuur
Sinds de ingang van de nationale politie in 2013 is ook de structuur van de arrestatieteams veranderd. Waar het AOT vroeger regionaal of interregionaal was, heeft het nu een eigen gebied in Nederland. Uiteraard kan een AOT vierentwintig uur per dag buiten hun eigen gebied worden ingezet ter ondersteuning van andere teams. Ook kan een AOT BSB (Brigade Speciale Beveiligingsopdrachten) ter ondersteuning worden ingezet.
Structuur AOT
Een AOT hoort 28 leden te hebben (een AOT heeft gemiddeld 20 leden).
Een team van 28 leden bestaat uit:
- teamchef
- 4 sectiecommandanten
- teamleden
- administratief medewerker

Arrestatieteams binnen de Nationale Politie
Er zijn vijf arrestatieteams binnen de Nationale Politie:
- AOT Noord-west, te Amsterdam
- AOT Noord-oost, te Zwolle
- AOT Midden-west, te Den Haag
- AOT Midden, te Zeist
- AOT Zuid-west, te Rotterdam
- AOT Zuid, te Eindhoven

## Individuele specialismen
Iedere AOT'er is expert in aanhouden en interventie, maar ook in onder andere schieten, specialistisch autorijden en klimmen. Genoemde vaardigheden zijn het belangrijkste onderdeel van de expertise en de trainingen. Maar het is ook mogelijk om na minstens een jaar ervaring (verplicht na drie jaar) binnen het AOT toe te werken naar een individueel specialisme. Deze specialismen zijn:
- Duiken (getraind voor specialistische werkzaamheden onder water, bijvoorbeeld ter ondersteuning van de (forensische) recherche)
- Klimmen (getraind in het werken en coördineren tijdens actie van teamleden op (extreme) hoogte)
- Motorrijder (getraind om speciale manoeuvres uit te voeren, al dan niet met een andere AOT'er als passagier)
- Sleutelspecialisme (getraind in het openen/toegankelijk maken van vergrendelde of beveiligde deuren)
- Hondengeleider (getraind in het leiden van een AOT-hond)
- Camouflage (getraind in het onopgemerkt opgaan in het gebied)
- Explosievenexpert (getraind in het werken met explosieven)
- Crisiscommunicatie (getraind in het communiceren in crisissituaties)
- Vuurwapendocent (leidt en geeft vuurwapentrainingen en instructies met de huidige of nieuwe wapens)
- Adviseur (adviseren voor het aanschaffen van nieuwe voertuigen en/of uitrusting, maar ook verantwoordelijkheid voor het testen hiervan)

Na het verkrijgen van een deze specialismen is het grotendeels de taak van de AOT'er zelf om zijn specialisme te onderhouden. Dit betekent soms vakbeurzen afgaan, duikpakken testen, bijscholen, MOAT-opfriscursussen nemen (MOAT staat voor motorrijden bij het Arrestatieteam) en/of vaardigheden toetsen.

## Bewapening

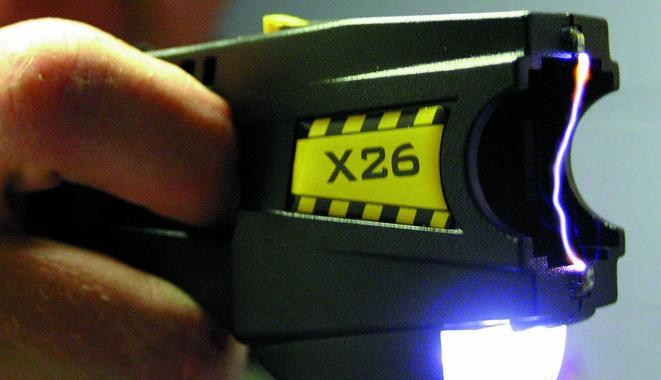
Taser x26

Tot de standaard bewapening van een AOT'er behoort het Glock 17M pistool. Daarnaast hebben de teams de beschikking over de automatische machinepistolen Heckler & Koch MP5 en Sig Sauer MCX met tactisch licht en laser. Deze mogen in alle gevallen worden meegevoerd. De automatische vuurregelaar mag echter alleen na toestemming van een officier van justitie worden gebruikt. Na een langlopend proefproject bij het AOT-zuidwest zijn alle teams ook bewapend met een hagelgeweer met minder dodelijke munitie, de zogenaamde stunbag. Het kan worden gebruikt om verdachten zonder al te veel letsel neer te schieten. Het stroomstootwapen Taser type:X26E is sinds 2009 aan de bewapening toegevoegd. Met dit apparaat vuurt de politiefunctionaris stroomdraden met weerhaakjes af naar een verdachte. Deze haken zich vast in de huid van de persoon, waarna een stroomstoot van 50.000 volt de getroffene gedurende 10 seconden uitschakelt. Iedere AOT'er leert werken met de taser. Ook heeft een arrestatieteam de beschikking over speciaal getrainde AOT-honden die bij het overmeesteren van arrestanten kunnen worden ingezet. Deze honden worden geleid door een AOT'er die opgeleid is tot hondengeleider. In totaal zijn er zeven AOT-honden.

## Uitrusting
De basisuitrusting van een AOT'er bestaat uit: zwaar kogelwerend vest, licht kogelwerend vest, kogelwerende nekbeschermer, blauw jack met opschrift "POLITIE ARRESTATIETEAM" (twee versies één vast en één met uitvouwbaar opschrift), overal (blauw), korenblauwe baret met gouden politielogo aan rechterkant, tactische kogel/mes werende handschoenen, tactische schoenen, zwarte kevlar helm van het type Titan IV (er wordt naar een lichtere gezocht), koppel, handboeien, blinderingskap, heupholster, beenholster, pepperspray (indien AOT'er hiervoor kiest), zwaar kogelwerend schild (met opschrift POLITIE arrestatieteam en twee grote lichten). Daarnaast hebben de AOT'ers de keuze uit verschillende bivakmutsen. Verdere uitrusting kan per specialisme/team verschillen, omdat specialisten binnen het team afwijkende uitrustingsstukken mogen gebruiken voor het uitvoeren van hun taken.
AOT'ers hebben gedurende piketdiensten, waarbij men vierentwintig uur per dag oproepbaar is, de beschikking over een speciale dienstauto. Hiermee kunnen zij zich snel verplaatsen na een oproep. De wagens worden ook gebruikt voor woon- en werkverkeer.

### Voertuigen
Het Arrestatieteam maakt gebruik van speciale, zwaar bepantserde, onherkenbare politievoertuigen die tevens dienst kunnen doen als privévoertuig tijdens piketdiensten. De voertuigen, onder andere: Mercedes E, Mercedes E AMG, Mercedes Vito, BMW 5-serie, Audi A6, BMW X5, VW Passat en VW Transporter, zijn alleen geselecteerd op eigenschappen die de auto standaard moet hebben, zoals vermogen, ruimte en hanteerbaarheid. Dit alles met de achterliggende gedachte, dat de voertuigen zullen worden bepantserd. De voertuigen worden eerst aan keuringen onderworpen alvorens te worden gekocht en worden omgebouwd naar AOT-voertuig. De voertuigen zullen onder andere van bepantsering en uitrustingsopslag plaatsen moeten worden voorzien. Dit alles maakt het een voertuig dat alleen zal mogen worden bestuurd door een specialist, met name in de omstandigheden waarin de AOT'ers het voertuig zullen gaan gebruiken. Hierdoor is een deel van de opleiding tot medewerker Arrestatieteam "aandacht voor het specialistisch besturen van de voertuigen". De aspirant AOT'ers worden specialisten gemaakt in de 1 week durende SRO, deze SRO afkorting voor Specialistische Rijopleiding, wordt gegeven aan de Politieacademie aan toekomstige leden van speciale politieteams zoals het Arrestatieteam, de Dienst Koninklijke en Diplomatieke Beveiliging en het Observatieteam. In de SRO worden er speciale rijmanoeuvres aangeleerd om allround te kunnen zijn in het uitvoeren van autoprocedures, tot zeer snelle vlotte veilige verplaatsing door verkeer.
Wat vooropstaat voor ieder team, is het zo veilig mogelijk laten verlopen van iedere actie en situatie. Dit gebeurt door een goede doelgerichte voorbereiding, fysiek/mentaal zeer sterk team, ingeslepen procedures, ervaring, perfecte uitrusting, individuele en gezamenlijke motivatie en vooral een goed op elkaar ingespeeld team. Men doet onder andere als individueel of team ervaring op door na iedere actie zo uitgebreid mogelijk te evalueren.